# Стафа, Кемаль
Кемаль Стафа (алб. Qemal Stafa; 20 марта 1920, Эльбасан — 5 мая 1942, Тирана) — один из основателей Коммунистической партии Албании, лидер её молодежной организации. Народный герой Албании.
Кемаль Стафа учился в Шкодере, а затем в Тиранском лицее (впоследствии — Высшая школа Кемаль Стафа). В конце 1937 года, будучи студентом, стал соучредителем Коммунистической группы Шкодера (остальные основатели — журналист Зеф Мала, пекарь Василь Шанто и плотник Тук Якова). В начале 1939 года организация была разгромлена королевскими властями. Во время Второй мировой войны Стафа был очень активен в национально-освободительном движении Албании. 
Он был убит в доме на окраине Тираны итальянскими фашистскими войсками, которые оккупировали Албанию. Считается[кем?], что он, возможно, был предан одним или более из своих товарищей, возможно Энвером Ходжей (первый секретарь Албанской коммунистической партии и лидер Албании), которому была выгодна его смерть. Источником этих обвинений может свидетельствовать гибель многих членов Коммунистической партии, во время и после Второй мировой войны. 5 мая, в годовщину его смерти, было выбрано после войны Днем мучеников Албании и памяти всех тех, кто отдал свою жизнь за освобождение Албании.
Многие улицы, площади и школы в разных городах носят его имя, а также военная база и важнейший стадион Албании.